# 2011 CQ1
2011 CQ1是由卡特林那巡天系统在2011年2月4日首先发现的阿登型小行星。在发现当天，它在距离地球表面5500千米的位置近距离擦过地球，这使得它成为目前已知最近的小行星飞掠事件。它的直径约为1.2米。